# 陶山篤太郎
陶山 篤太郎（すやま とくたろう、1895年4月4日 - 1941年9月28日）は詩人、実業家。昭和初期に政治家としても活動した。

## 生涯
1895年、神奈川県橘樹郡川崎町（現・川崎市）砂子生まれ。1913年(大正2年)に横浜商業学校（現・横浜市立横浜商業高等学校）卒業。
1919年(大正8年)の雑誌『太洋の周辺』の同人になり、1924年(大正13年)に詩集「銅牌」を刊行する。また、労働学校の講師になり、労働者の教育に従事する。
1932年(昭和3年)に社会民衆党から川崎市会議員選に出馬して最高点で当選、1936年には神奈川県会議員にも当選して1938年 - 1939年に県会副議長。東京府と神奈川県の水利紛争でも大きな役割を果たした。その一方で最初は無産派で活動していたが国家社会主義への支持を表明して社民党を脱党、大日本青年党に参加する一方で大日本赤誠会の顧問を務め1937年の総選挙に神奈川2区から政治革新協議会公認で出馬するが落選に終わる。1940年に吉川節子（陶山節子）と結婚するが、翌年に肺結核で死去。
詩人としての活動では、北原白秋、与謝野晶子らと童謡詩人会を結成したり、高村光太郎と親交を結ぶ。高村は後に、陶山のために銅碑を立てている。